# Клянов
Клянов (рум. Cleanov) — село у повіті Долж в Румунії. Входить до складу комуни Карпен.
Село розташоване на відстані 229 км на захід від Бухареста, 48 км на захід від Крайови.

## Населення
За даними перепису населення 2002 року у селі проживали 1648 осіб, з них 1644 особи (99,8%) румунів. Рідною мовою 1644 особи (99,8%) назвали румунську.